# ルクレツィア・ボルジア (オペラ)
『ルクレツィア・ボルジア』（伊: Lucrezia Borgia）は、ガエターノ・ドニゼッティがヴィクトル・ユゴーの戯曲『リュクレース・ボルジア』（Lucrèce Borgia ）を基に作曲した全2幕のオペラ。台本はフェリーチェ・ロマーニが手掛けた。初演は1833年12月26日にミラノ、スカラ座で行われた。内容はローマ教皇アレクサンデル6世の庶子ルクレツィア・ボルジアをめぐるメロドラマ風の作品に仕上がっている。

## 役柄および初演のキャスト
1833年ミラノ、スカラ座でのキャストは以下の表の通りである。
| 役柄                                  | 初演のキャスト                          |
| ------------------------------------- | --------------------------------------- |
| フェラーラ公アルフォンソ・デステ      | ルチアーノ・マリアーニ (英語版)         |
| ルクレツィア・ボルジア                | アンリエット・メリク＝ラランド (英語版) |
| マッフィオ・オルシーニ                | マリエッタ・ブランヴィラ                |
| ジェンナーロ                          | フランチェスコ・ベドラッチ              |
| ジェッポ・リヴェロット                | ナポレオーネ・マルコーニ                |
| ドン・アポストロ・ガヅェッラ          | ジュゼッペ・ヴィザネッティ              |
| アスカニオ・ペトルッティ              | イスマエーレ・グアイタ                  |
| オロフェルノ・ヴィテッロッツォ        | ジュゼッペ・ヴァスチェッティ            |
| ルスティゲッロ (アルフォンソ公の腹心) | ラニエーリ・ポチーニ                    |
| グベッタ (ルクレツィアの腹心)         | ドメニコ・スピアッチ                    |
| アストルフォ                          | フランチェスコ・ペトラッツォーニ        |

タイトルロールを演じたメリク＝ラランドは、ベッリーニの『異国の女』のアライデ、『ビアンカとフェルナンド』のビアンカを創唱した、1820年代後半を代表するプリマドンナの一人であった。しかし、この初演時はすでに絶頂期を過ぎていた。作曲者に対しては、第2幕フィナーレに自身のために華々しい幕切れのアリアを書くように要求した。このため、ドニゼッティは当初三重唱で締めくくることにしていた第2幕の幕切れを変更している。その場面で歌われるルクレツィアのカヴァレッタ「この若者は私の息子でした」（Era desso il figlio mio）は、ハイCが何度も登場するオペラ・アリアの中でも難曲の1つとなっている。そのため、ドニゼッティは後に自身の構想したエンディングに合わないという理由から、このアリアを削除した
。

## 上演史
ヴィクトル・ユゴーによる提訴

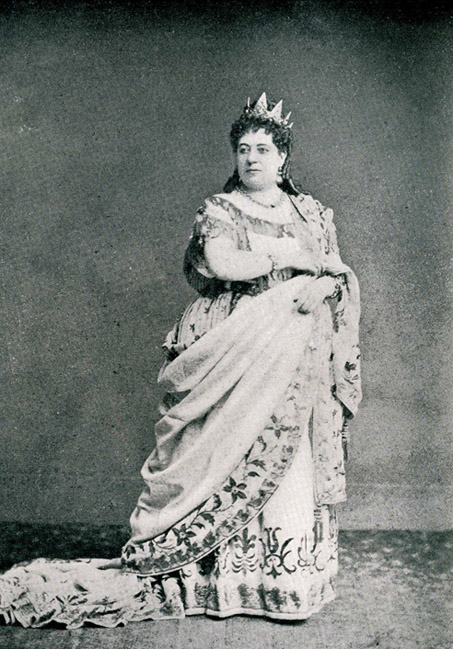
ルクレツィアを演じるテレーゼ・ティージェンス

1833年のイタリア初演の後、ヨーロッパ各都市で上演が行われた。1839年6月6日には、ロンドンのハー・マジェスティーズ劇場での初演では、ルクレツィアをジュリア・グリージ、ジェンナーロをジョヴァンニ・マリオが演じた。1840年にパリのイタリア座で上演された折には、原作者であるヴィクトル・ユゴーがフランスの著作権法を理由に、作品の上演差し止めを求め提訴した。その際ユゴーは、本作品のイタリア語台本がフランス語に翻訳、出版されたことと上演用の譜面とピアノ・スコアにフランス語の訳詞をつけて出版したこと、そしてこのオペラがパリ以外の地域で上演されたことを問題視した。1841年8月4日に言い渡された判決では、『ルクレツィア・ボルジア』に関するすべての出版物の没収と出版社への罰金1000フランが科せられることになった。判決を受けて、イタリア座では本作品を1845年『裏切った女』（La rinegata）と改作し、上演した。その際に、作品の舞台もトルコに移されることになった。
19世紀中盤から20世紀初頭まで
本作は、各国語上演版がいくつか存在する。まずは、英語上演版は1843年12月30日に英国人テノールのシムズ・リーヴスがジェンナーロを歌い、ロンドンで上演されている。アメリカでの初演は、1843年5月11日ニューヨークのアメリカン・シアターにおいてである。1847年には、マンハッタンのアスター・オペラハウスで上演され、1854年では同劇場でジュリア・グリーシがルクレツィアを歌った。19世紀において、特筆すべきルクレツィア歌いはテレーゼ・ティージェンスである。彼女は、1849年にハンブルクにおいて初めてこの役を歌っている。また彼女は、1877年にハー・マジェスティーズ劇場で同作品の上演中、ステージの事故によって亡くなっている。19世紀後半から20世紀初頭にかけて、ヴェリズモの流れでドニゼッティを始めとするベルカント・オペラの上演が減少する中でも上演は続けられた。1904年のメトロポリタン歌劇場での上演では、エンリコ・カルーソーがジェンナーロを歌った。20世紀に入っても、定期的に上演が継続されており、1933年4月24日のフィレンツェ5月音楽祭での上演がある。
20世紀後半から現在
同作品の再評価が進んだのは、1960年代以降である。特に、1965年にカーネギー・ホールでの演奏会形式での上演はスペインのソプラノ、モンセラート・カバリェのアメリカデビューとなった。この上演は、大成功を収め、以後カヴァリェの当たり役の1つとなった。また、カヴァリェのタイトルロールにアルフレード・クラウスのジェンナーロ、シャーリー・ヴァレットのオルシーニで録音も制作されている。カバリェ以外のソプラノでは、レイラ・ジェンチェル、ビヴァリー・シルズ、ジョーン・サザーランド、エディタ・グルベローヴァらがルクレツィアを歌っている。21世紀に入ってからは、マリエラ・デヴィーア、ルネ・フレミングらが積極的に取り上げている。

## 主な楽曲[6]
プロローグ
- 1 アリア「リミニの戦いで　Nella fatal di Rimini」(オルシーニ)
- 2 ロマンス「なんと美しい！　Com’ e bello!」(ルクレツィア)
- 3 アリア「卑しい漁師の息子と信じてきたが　Di pescatore ignobile esser figliuol credei」(ジェンナーロ)
- 4 六重唱「シニョーラ、マッフィオ・オルシーニです。あなたに兄弟を殺された　Maffio Orsini, signora, son' io cui svenaste il dormente fratello 」(オルシーニ、ジェンナーロ、ルクレツィア、ジェンナーロの友人たち)

第1幕
- 1 大アリア「来たれ、我が復讐よ　Vieni: la mia vendetta」(アルファンソ)
- 2 二重唱「2人だけになったぞ　Soli noi siamo」(アルフォンソ、ルクレツィア)

第2幕
- 1 乾杯の歌「幸せでいるための秘密　Il segreto per esser felici」(オルシーニ)
- 2 二重唱「あなたがここに！　Tu pur qui」(ルクレツィア、ジェンナーロ)
- 3 カヴァレッタ「この若者は私の息子でした。　Era desso il figlio mio」(ルクレツィア)

## あらすじ
プロローグ：ヴェネツィア、グリマーニ館のテラス。夜
ヴェネツィア共和国の大使として、フェラーラ公国に赴任することになったグリマーニに随行するジェンナーロら若者たちが宴に招かれ、やってくる。彼らがフェラーラ公妃ルクレツィアの噂を始めると、オルシーニはボルジア家の恐ろしさを話し出す（アリア「リミニの戦いで」）。そのような中、1人居眠りをし始めるジェンナーロ。他の仲間が立ち去ると、ゴンドラが現れ、仮面をつけたルクレツィアが降りる。彼女は、ジェンナーロの寝顔に見入る（ロマンス「なんと美しい！」）。この様子を、ルクレツィアの夫フェラーラ公アルフォンソの密偵が見張っている。彼女がジェンナーロの手にそっとキスをすると、彼は目を覚ます。見知らぬ高貴な女性に驚くジェンナーロは、自分の身の上を語って聞かせる（アリア「卑しい漁師の息子と信じてきたが」）。ある日突然、見知らぬ騎士が一通の手紙を持ってきて、彼の母は高貴な女性であること、しかし政治的事情からその名を明かせないと書かれていた。ルクレツィアは、その話からジェンナーロがかつて手放した我が子であると悟る。その時、オルシーニたちが戻ってきて、彼女をルクレツィア・ボルジアを見破る。彼らは、ボルジア家によって親族を殺されたことを口々に恨み、ルクレツィアを悪徳の女と侮辱する（六重唱「シニョーラ、マッフィオ・オルシーニです。あなたに兄弟を殺された」）。ルクレツィアは、取り乱しその場を去っていく。
第1幕第1場：フェラーラの広場
ルクレツィアの夫であるアルフォンソ公は、ジェンナーロがルクレツィアの愛人であると疑っている。公は、部下のルスティゲッロにジェンナーロの殺害を命令する（大アリア「来たれ、我が復讐よ」）。公が立ち去るとオルシーニ、ジェンナーロらがやってくる。オルシーニらは、ルクレツィアの色香にやられたのかとジェンナーロをからかう。ジェンナーロは怒り、公の宮殿の壁に書かれた「ボルジア」（Borgia）の紋章に駆け寄り、短剣で紋章の「B」の文字を切り取り、「Orgia」（オルギア）として、ボルジア家を侮辱する。しかし、人の気配に全員が逃げる。公の部下と公妃の部下が共にジェンナーロを捕えに来る。双方はしばし争うが、公の部下が勝ち、彼らはジェンナーロの家に押し入る。
第1幕第2場：大公宮殿の一室
ルスティゲッロが、大公にジェンナーロを捕えたことを報告する。そこへルクレツィアが現れ、ボルジア家の紋章を侮辱した者がいるので、その人物を死刑にするよう求める。公は必ず死刑にすると約束するが、現れた犯人がジェンナーロと知るやルクレツィアは、全員を下がらせ、ジェンナーロの助命を乞う（二重唱「2人だけになったぞ」）。公は、そなたが愛する男を許すことができぬと拒否すると、ルクレツィアは怒る。残酷な公は、処刑の方法を選ばせてやるとルクレツィアに言い、彼女は毒殺することに決める。再びジェンナーロが呼ばれ、今回に限り罪を赦すと告げられる。ジェンナーロは、そのことをかつて公の父を戦場で救ったからだと解釈する。公はワインを用意させ彼に勧める。彼がワインを飲み干すと、後は2人で別れを惜しめと皮肉を言い、立ち去る。2人っきりになるとルクレツィアは、今のワインには毒が入っているのですぐにこの毒消しを飲むように小瓶を渡す。ジェンナーロは、かえってこの小瓶が毒ではないかと疑うが、彼女の懇願を受けてその薬を飲み干す。ルクレツィアは、彼にフェラーラを逃れるよう指示し、秘密の扉から逃がす。
第2幕第1場：ジェンナーロの家の中庭
公の部下たちが、ジェンナーロが生きているのを発見し、再度暗殺をと囁きあう。そこにオルシーニが現れ、ネグローニ館での宴会に誘う。しかし、ジェンナーロは公の宮殿での出来事を話し、危険だから逃げると言う。オルシーニは、2人は生きるも死ぬも一緒と誓ったと、彼を強引にネグローニ館へ連れて行く。この様子を見ていた公の部下たちは、ネグローニ館に行くなら罠にかかったも同然と追跡を止める。
第2幕第2場：ネグローニ館の大広間
華やかな宴会の中、オルシーニが乾杯の歌を歌う（乾杯の歌「幸せでいるための秘密」）。しかし、酔った参加者が喧嘩を始めるので、女性たちは逃げ去る。その場に残るのは、ジェンナーロとオルシーニら友人たち6名、そしてルクレツィアの部下グベッタだけである。グベッタは、ヴェネツィアでの出来事は忘れようと語り、6名にシラクサの酒を勧めるが、自分だけ飲むふりをして酒をこぼす。不審に思ったジェンナーロが怪しむが、オルシーニは気にするなと言う。宴が佳境に入ると、突如不気味な声と鐘の音が聞こえ、明かりが消える。その時、広間の扉が開き、ルクレツィアが入ってくる。彼女は、一同に今夜の宴はヴェネツィアでの侮辱のお礼で、酒には毒が盛られていて、もう死体を包む布を5枚用意してあると告げる。そこへジェンナーロが6枚要ると言って現れる。驚くルクレツィアは、他の5名を衛兵に連れ去らせ、ジェンナーロに解毒剤を飲むよう懇願する。しかし、彼は解毒剤が1人分しかないことを知ると、友を死なせて自分だけ生き残ることを拒否する。怒りでルクレツィアに斬りかかろうとするジェンナーロに対し、彼女は思い余って、お前もボルジア家の血を受けた者と言う。彼は自分がルクレツィアに迫害された他のボルジア家の女の息子と思い、かえって彼女を責める。ついに彼女は自分こそ実の母であると告白するが、時既に遅く、毒が回りジェンナーロは死ぬ。そこへアルフォンソ公が宮廷の人々を従え現れる。驚く人々に、ルクレツィアはジェンナーロが実の息子だったことを告白し、倒れる（カヴァレッタ「この若者は私の息子でした」）。

## 録音及び映像
| 年   | キャスト                                                                                             | 指揮者, 上演劇場及びオーケストラ | レーベル                                                                     |
| ---- | --- | --- | ---------------------------------------------------------------------------- |
| 1965 | モンセラート・カバリェ, アラン・ヴァンゾ, ジャーヌ・ベルヴィエ, コスタ・パスカリス                   | ジョネル・ペネア, アメリカオペラソサエティオーケストラ及び合唱団 (1965年7月のカーネギー・ホールでの演奏会形式での上演のライブ録音)     | CD: Opera D'Oro Cat: 1030815                                                 |
| 1966 | モンセラート・カバリェ, アルフレード・クラウス, シャーリー・ヴァーレット, エツィオ・フラジェッロ     | ジョネル・ペネア, RCAイタリア・オペラ・コーラス及びオーケストラ                                                                        | CD: RCA Cat: RCAG 66422RG                                                    |
| 1973 | レイラ・ジェンチェル, ホセ・カレーラス, タチアナ・トロヤノス, マッテオ・マヌグェーラ                 | ニコラ・レッシーニョ, ダラス・オペラ                                                                                                   | CD: Melodram Cat: 270109                                                     |
| 1975 | ジョーン・サザーランド, ジョン・ブレックノック, ユゲット・トゥルゲリュー, ミチェル・デルヴァン       | リチャード・ボニング, ヒューストン交響楽団及び合唱団                                                                                   | LP: MRF Records Cat:MRF-121-S                                                |
| 1977 | ジョーン・サザーランド, マルグレータ・エルキンス, ロバート・アルマン, ロン・スティーブンス           | リチャード・ボニング, シドニー・エリザベサン・オーケストラ and オーストラリア・オペラ合唱団 (ライブ映像)                               | DVD: Opus Arte "Faveo", Cat: OAF 4026D                                       |
| 1978 | ジョーン・サザーランド, ジャコモ・アラガル, マリリン・ホーン, イングヴァール・ヴィクセル             | リチャード・ボニング, ロンドン・ナショナル・フィルハーモニック管弦楽団及び合唱団                                                       | CD: Decca Cat: 421497                                                        |
| 1979 | レイラ・ジェンチェル, アルフレード・クラウス, エレナ・ジーリオ, ボナルド・ジャイオッティ             | Gガブリエーレ・フェッロ, フィレンツェ市立歌劇場オーケストラ及び合唱団                                                                  | CD: Living Stage Cat: LS1096                                                 |
| 1980 | ジョーン・サザーランド, アルフレード・クラウス, アン・ハウエルズ, スタッフォード・ディーン           | リチャード・ボニング, コヴェント・ガーデン・ロイヤル・オペラ・ハウス管弦楽団及び合唱団                                                 | DVD: Covent Garden Pioneer Cat: B 12385-01                                   |
| 1989 | ジョーン・サザーランド, アルフレード・クラウス, マルティーヌ・デュプイ, ミケーレ・ペルトゥージ       | リチャード・ボニング, リセウ大劇場管弦楽団及び合唱団 (3月31日、バルセロナのリセウ大劇場での上演のビデオ映像)                           | VHS Video Cassette: Lyric Distribution, Cat: 1842 (incomplete) & 1882 (1990) |
| 2009 | エディタ・グルベローヴァ, パヴォル・ブレスニク, アリス・クート, フランコ・ヴァッサロ                 | ベルトラン・ド・ビリー バイエルン州立歌劇場 (ミュンヘン、バイエルン州立歌劇場でのライブ映像)                                           | DVD Medici Arts, Cat: 2072458-1                                              |
| 2010 | エディタ・グルベローヴァ, ホセ・ブロス, シルヴィオ・トロ・サンタフェ, フランコ・ヴァッサロ           | アンドリー・ユルケヴィッチ ケルン、ケルン放送管弦楽団 (2010年7月4日、ケルンでのライブ録音)                                             | CD: Nightingale Classics AG. Cat: NC 000100-2                                |
| 2010 | マリエラ・デヴィーア, ジュゼッペ・フリアノーティ, マリアンナ・ピッツォラート, アレックス・エスポジト | マルコ・グイダルミーニ オーケストラ・フィルハーモニカ・マルティジャーナ (2010年2月アンコーナ、テアトロ・ムゼオにおける上演のライブ録音 | CD: Bongiovanni Cat: GB 2560/62                                              |